# Ilha Peucang
A ilha Peucang (em indonésio:  Pulau Peucang) é uma ilha da Indonésia, situada a leste de Java, separada da ilha Panaitan pelo estreito homónimo. Fica a 1,5 km a norte do local conhecido antigamente como "Primeiro Ponto de Java", também chamado Cabeça de Java
Atualmente Peucang é uma atração turística reconhecida pelas suas praias de areia branca. Juntamente com as ilhas Panaitan e Handeuleum faz parte do Parque Nacional Ujung Kulon e é reconhecida pela UNESCO como Património da Humanidade.

## Origem do nome
Nos tempos da exploração, os navegadores holandeses designaram-na "Meeuwen Eiland", que significa "ilha das gaivotas". Os marinheiros ingleses passaram a usar o nome de Mew Island e depois New Island. Quando o navegador das Províncias Unidas do Rio da Prata, Hipólito Bouchard a visitou em 1817, chamou-lhe "Ilha Nova". O seu nome atual "Peucang" tem origem no nome de um caracol comum nas suas praias.

## Eventos históricos
Em 7 de novembro de 1817 fondeou nas suas costas a fragata La Argentina, que chegava ao local após cruzar o Índico com a sua tripulação gravemente enferma de escorbuto. Procurando reestabelecer a saúde dos marinheiros, procedeu-se com a prática de os enterrar até ao pescoço em poços de cerca de quatro pés de profundidade. A operação foi supervisionada pelo médico a bordo, o doutor Copacabana, que tinha atribuído homens para lhes administrar tudo o que pudesse ser necessário para os convalescentes. Um dos doentes disse: "...embora tenhamos perdido um número considerável dos nossos homens, não há dúvida na minha mente que ao sermos enterrados se salvaram várias vidas, e a minha entre elas... "  Em 18 de novembro a fragata abandonou a ilha prosseguindo a sua viagem

## Flora e fauna
O bosque da ilha Peucang faz parte dos ecossistemas de selva tropical de terras baixas. Uma vegetação exuberante cobre completamente o interior da ilha. A flora da região inclui árvores de grande envergadura como a teca-de-bornéu (Intsia bijuga), o keruing (Dipterocarpus hasseltii), o resedá-gigante (Lagerstroemia speciosa), o cerlang (Pterospermum diversifolium) e o rain ki (Engelhardia serrata). Também se destaca a presença de figueiras que crescem sobre os troncos de outras espécies, as quais estrangulam à medida que se desenvolvem.
A fauna, também abundante, é caracterizada pla presença do cervo-de-timor (Rusa timorensis), o boi-de-java (Bos sondaicus), o pavão-real (Pavo muticus), o macaco-de-java (Trachypithecus auratus), javali-verrugoso (Sus verrucosus) e lagartos. Por ser parte integral de um parque nacional, a sua flora e fauna estão protegidas.